# ファイト・フォー・ザ・ロック
『ファイト・フォー・ザ・ロック』（Fight for the Rock）は、アメリカ合衆国のヘヴィメタル・バンド、サヴァタージが1986年に発表したスタジオ・アルバム。フル・レングスのスタジオ・アルバムとしては3作目に当たる。

## 背景
新ベーシストのジョニー・リー・ミドルトンを迎えて制作された。使用スタジオはアルバムのクレジットに明記されていないが、レコーディングはロンドンで行われた。本作のプロデューサーのスティーヴン・ガルファスは、過去にミートローフやジョン・ウェイト等の作品を手掛けた。
「デイ・アフター・デイ」はバッドフィンガーのカヴァーで、本作のレコーディングが行われたスタジオには、オリジナル・ヴァージョンで使用されたピアノがあり、それがきっかけで取り上げられたという。また、「ウィッシング・ウェル」はフリーがアルバム『ハートブレイカー』（1973年）で発表した曲のカヴァー。「アウト・オン・ザ・ストリーツ」は、デビュー・アルバム『サイレンズ』（1983年）からの曲のセルフ・カヴァーである。
レーベルからの圧力によりコマーシャルな作風となったため、バンド自身は本作を気に入っておらず、1989年以降のライヴでは本作からの曲は演奏されていない。ただし、「ジ・エッジ・オブ・ミッドナイト」は『ストリーツ・ア・ロック・オペラ』（1991年）リリース後のツアーで、イントロダクションとして流された。

## 反響・評価
バンドは本作で初のBillboard 200入りを果たし、最高158位を記録した。Geoff Orensはオールミュージックにおいて5点満点中1.5点を付け、「デイ・アフター・デイ」のカヴァーに関して「明らかな失策」、「アウト・オン・ザ・ストリーツ」のセルフ・カヴァーに関して「『サイレンズ』における生々しいヴァージョンの方が遥かに良い」と批判し、アルバム全体に関して「ありがたいことに、バンドはこのレコードの後、音楽的アプローチについて考え直した」と評している。

## 収録曲
1. ファイト・フォー・ザ・ロック - "Fight for the Rock" (Jon Oliva, Criss Oliva, Steve Wacholz) - 3:58
2. アウト・オン・ザ・ストリーツ - "Out on the Streets" (J. Oliva, C. Oliva) - 3:59
3. クライング・フォー・ラヴ - "Crying for Love" (J. Oliva, C. Oliva) - 3:24
4. デイ・アフター・デイ - "Day After Day" (Pete Ham) - 3:40
5. ジ・エッジ・オブ・ミッドナイト - "The Edge of Midnight" (J. Oliva, C. Oliva, S. Wacholz) - 4:48
6. ハイド - "Hyde" (J. Oliva, C. Oliva, S. Wacholz) - 3:56
7. レディー・イン・ディスガイズ - "Lady in Disguise" (J. Oliva) - 3:20
8. シーズ・オンリー・ロックン・ロール - "She's Only Rock 'N Roll" (J. Oliva, C. Oliva) - 3:24
9. ウィッシング・ウェル - "Wishing Well" (John "Rabbit" Bundrick, Paul Kossoff, Simon Kirke, Paul Rodgers, Tetsu Yamauchi) - 3:21
10. レッド・ライト・パラダイス - "Red Light Paradise" (J. Oliva, C. Oliva, Johnny Lee Middleton) - 4:01

### 2002年リマスターCDボーナス・トラック
1. "Dungeons Are Calling (live)" (J. Oliva, C. Oliva, Keith Collins) - 3:45
2. "City Beneath The Surface" (J. Oliva, C. Oliva) - 5:01

### 2011年リマスターCDボーナス・トラック
1. "This Is the Time" (J. Oliva, Paul O'Neill) - 5:31
2. "This Is Where You Should Be" (J. Oliva, P. O'Neill) - 4:55

## 参加ミュージシャン
- ジョン・オリヴァ - ボーカル、ピアノ
- クリス・オリヴァ - ギター、バッキング・ボーカル
- ジョニー・リー・ミドルトン - ベース、バッキング・ボーカル
- スティーヴ・ワコルズ - ドラムス、パーカッション

アディショナル・ミュージシャン
- ブレント・ダニエルズ - バッキング・ボーカル
- Dvoskin - キーボード